# Zaid Ashkanani

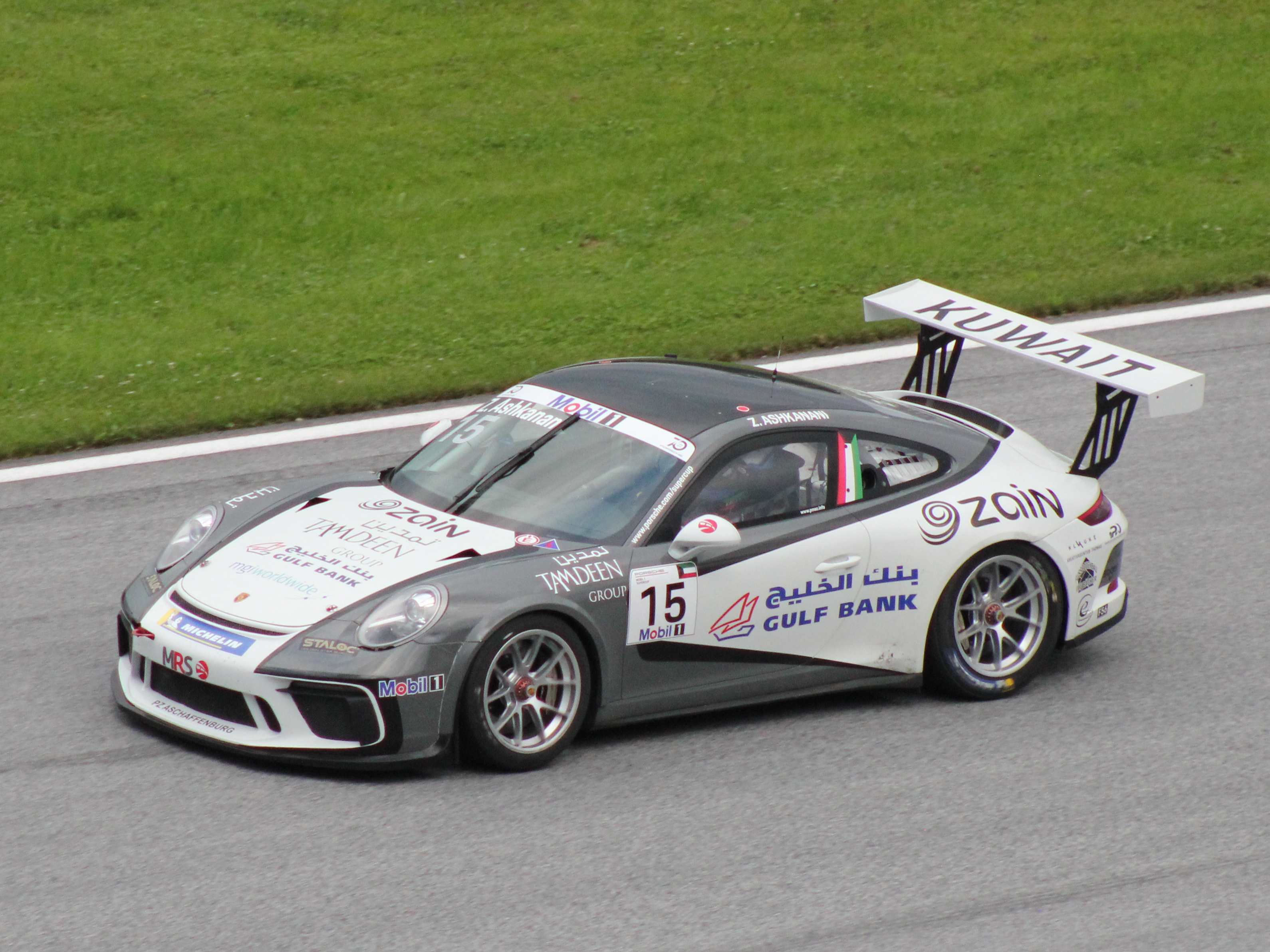
Zaid Ashkanani beim Porsche Supercup-Rennen am Red Bull Ring 2018

Zaid Ashkanani (* 24. Mai 1994) ist ein kuwaitischer Automobilrennfahrer. In der Saison 2013/14 gewann er die Porsche GT3 Cup Challenge Middle East. Er startete 2015 in der GP3-Serie.

## Karriere
Ashkanani begann seine Motorsportkarriere in der Saison 2012/13 im GT-Sport. Er startete in der Porsche GT3 Cup Challenge Middle East und erreichte den sechsten Platz in der Fahrerwertung. Darüber hinaus trat Ashkanani 2013 auch zu Formelsportrennen an. Er absolvierte drei Gaststarts in der britischen Formel Ford und trat zu einer Veranstaltung der ADAC Formel Masters an. Darüber hinaus nahm er als Gaststarter an zwei Rennen des Porsche Supercups teil. In der Porsche GT3 Cup Challenge Middle East 2013/14 entschied Ashkanani drei Rennen für sich und gewann die Meisterschaft. Mit 245 zu 244 Punkten setzte er sich gegen Clemens Schmid durch. 2014/15 bestreitet Ashkanani seine dritte Saison in der Porsche GT3 Cup Challenge Middle East. Nach dem zehnten Rennen belegte er den zweiten Gesamtrang.
2015 entschied sich Ashkanani für einen Wechsel in den Formelsport. Er erhielt ein Cockpit bei Campos Racing in der GP3-Serie. Er schloss seine Debütsaison auf dem 24. Gesamtrang ab.

## Statistik

### Karrierestationen
| - 2013: Porsche GT3 Cup Challenge Middle East (Platz 6) - 2013: ADAC Formel Masters (Platz 21) - 2014: Porsche GT3 Cup Challenge Middle East (Meister) - 2015: Porsche GT3 Cup Challenge Middle East - 2015: GP3-Serie (Platz 24) |

### Einzelergebnisse in der GP3-Serie
| Jahr | Team          | 1   | 2   | 3   | 4   | 5   | 6   | 7   | 8   | 9   | 10  | 11  | 12  | 13  | 14  | 15  | 16  | 17  | 18  | Punkte | Rang |
| ---- | ------------- | --- | --- | --- | --- | --- | --- | --- | --- | --- | --- | --- | --- | --- | --- | --- | --- | --- | --- | ------ | ---- |
| 2015 | Campos Racing | ESP | ESP | AUT | AUT | GBR | GBR | HUN | HUN | BEL | BEL | ITA | ITA | RUS | RUS | BRN | BRN | UAE | UAE | 0      | 24.  |
| 2015 | Campos Racing | 11  | 15  | 18  | 14  | 21  | 22  | 20  | 16  | 14  | 18  | 13  | 15  | 20  | 19  | 17  | 13  | 19  | 21  | 0      | 24.  |